# Matthias Lehmann
Matthias Lehmann (ur. 28 maja 1983 w Ulm) – niemiecki piłkarz grający na pozycji pomocnika. Od 2012 do 2019 roku zawodnik 1. FC Köln.